# 孔雀卡
孔雀卡（英語：More Card）是印度支付公共交通費用的非接觸式智能卡。其作為全國互通交通卡，可在各邦巴士、地鐵甚至停車時使用。孔雀卡於2012年在德里開售，起初是德里地鐵和接駁巴士的共通智能卡，後來適用範圍擴大。

## 名稱及標誌
商標名稱More獲選以象徵印度的國鳥孔雀（印地語及相關語言如天城文中，मोर [mor]意為孔雀），同時也顧名思義，使用此卡將可獲得更多。卡片的標誌即為孔雀的展現。